# Cebatha sagittifolia
Cebatha sagittifolia là một loài thực vật có hoa trong họ Biển bức cát. Loài này được (Miers) Kuntze mô tả khoa học đầu tiên năm 1891.